# Andreas Erici Boræus
Andreas Erici Boræus (eller Nordanväder), född 1590 i Linköping, död 1640 i Svanshals socken, Östergötlands län, var en svensk präst i Svanshals församling.

## Biografi
Andreas Erici Boræus (Nordanväder) föddes 1590 i Linköping. Han blev 1614 student vid Uppsala universitet, Uppsala och prästvigdes 1624 till krigspräst. Boræus blev fältprost 1630 och kyrkoherde i Svanshals församling, Svanshals pastorat 1632. Han blev prost 1634. Boræus avled 1640 i Svanshals socken.
Han anklagades av Linköpings domkapitel att ha slagit en änka med ett yxskaft.

### Familj
Boræus gifte sig med Anna Holm. Hon var dotter till kyrkoherden Peder Ericksson Holm och Ingeborg Jonsdotter i Skänninge. De fick tillsammans sonen Johannes (död 1707).